# 4865 Sor
A 4865 Sor (ideiglenes jelöléssel 1988 UJ) a Naprendszer kisbolygóövében található aszteroida. Tsutomu Seki fedezte fel 1988. október 18-án.